# گرگ برلانتی
گرگ برلانتی (متولد ۱۹۷۲ مه ۲۴) کارگردان فیلم و تلویزیون، نویسنده، تهیه‌کننده آمریکایی است. از کارهای او می‌توان به پیکان (مجموعه تلویزیونی) ،فلش (مجموعه تلویزیونی ۲۰۱۴)، پن (فیلم) (۲۰۱۵)و فانوس سبز (فیلم) (۲۰۱۱) و سوپرگرل(مجموعه تلویزیونی2015) اشاره نمود.

## فیلم‌شناسی

### نویسنده
- Dawson's Creek (۱۹۹۸–۱۹۹۹)
- Young Americans (۲۰۰۰)
- The Broken Hearts Club: A Romantic Comedy (۲۰۰۰) ث موث ن
- Everwood (۲۰۰۲–۲۰۰۷)
- جک و بابی (۲۰۰۴–۲۰۰۵)
- Brothers & Sisters (۲۰۰۶–۲۰۰۸)
- Eli Stone (۲۰۰۸–۲۰۰۹)
- No Ordinary Family (۲۰۱۰–۲۰۱۱)
- فانوس سبز (فیلم) (۲۰۱۱)
- خشم تایتان‌ها (۲۰۱۲، داستان)
- Political Animals (۲۰۱۲)
- پیکان (مجموعه تلویزیونی) (۲۰۱۲–تاکنون)
- فلش (مجموعه تلویزیونی ۲۰۱۴) (۲۰۱۴–تاکنون)
- سوپرگرل (مجموعه تلویزیونی ۲۰۱۵) (۲۰۱۵) (upcoming)
- Blindspot (۲۰۱۵) (upcoming)
- افسانه‌های فردا (۲۰۱۶) (upcoming)

### تهیه‌کننده
- Dawson's Creek (۱۹۹۸–۱۹۹۹ as co-executive, consulting producer)
- Everwood (۲۰۰۲–۲۰۰۶ as executive producer)
- جک و بابی (۲۰۰۴–۲۰۰۵)
- Brothers & Sisters (۲۰۰۶–۲۰۱۱)
- Dirty Sexy Money (۲۰۰۷)
- Eli Stone (۲۰۰۸–۲۰۰۹، as executive producer)
- No Ordinary Family (۲۰۱۰–۲۰۱۱)
- فانوس سبز (۲۰۱۱)
- Political Animals (۲۰۱۲)
- پیکان (۲۰۱۲–تاکنون)
- Golden Boy (۲۰۱۳)
- انسان‌های فردا (۲۰۱۳–۲۰۱۴)
- The Mysteries of Laura (۲۰۱۴–تاکنون)
- فلش (۲۰۱۴–تاکنون)
- Blindspot (۲۰۱۵) (upcoming)
- سوپرگرل (۲۰۱۵) (upcoming)
- Blindspot (۲۰۱۵) (upcoming)
- پن (فیلم) (۲۰۱۵)
- افسانه‌های فردا (۲۰۱۶) (upcoming)

### کارگردان
- The Broken Hearts Club: A Romantic Comedy (۲۰۰۰)
- زندگی آنطور که میشناسیمش (۲۰۱۰)
- Political Animals (۲۰۱۲)